# 湖南市立石部中学校
湖南市立石部中学校（こなんしりつ いしべちゅうがっこう）は、滋賀県湖南市宝来坂四丁目にある市立中学校。

## 沿革
- 1975年（昭和50年）4月1日 - 石部町甲西町学校組合立甲西中学校より石部町立石部中学校として分離新設。旧石部町では唯一の中学校だった。
- 2004年（平成16年）10月1日 - 2町合併・市制施行により湖南市立石部中学校に校名変更。

## 通学区域
以下の小学校区。
- 湖南市立石部小学校
- 湖南市立石部南小学校

## アクセス
- JR草津線石部駅から徒歩20分。
- JR草津線石部駅から湖南市循環バス（めぐるくん）で「宝来坂」下車、徒歩5分。
- 名神高速道路栗東インターチェンジ